# Theodor Thanner
Theodor Thanner (* 9. Februar 1960 in Salzburg) ist ein österreichischer Jurist und war von 2007 bis 2021 Leiter der Bundeswettbewerbsbehörde.

## Karriere
Thanner besuchte das Akademische Gymnasium Salzburg und maturierte 1978. Nach einem Studium der Rechtswissenschaften in Salzburg promovierte er 1982. Anschließend begann er seine berufliche Karriere im Landesdienst im Büro des damaligen Salzburger Landeshauptmannes Hans Katschthaler. Von dort wechselte er zunächst in das Verteidigungsministerium und in weiterer Folge in das Innenministerium, wo er von 2000 bis 2005 Kabinettchef des Innenministers war. 2005 wurde er Sektionschef der Rechtssektion. Er war im Innenministerium auch Rechtsschutzbeauftragter. In dieser Funktion wurde er von Manfred Burgstaller abgelöst. 2007 löste er Walter Barfuß als Generaldirektor der Bundeswettbewerbsbehörde ab. Ab 2017 war er in dritter Amtszeit Generaldirektor für Wettbewerb. Im November 2021 gab er bekannt, keine weitere Periode mehr zu kandidieren. Bereits in der noch laufenden Periode, die bis 30. Juni 2022 währte, zog er sich zurück. Gründe sind auch die öffentlich gewordenen Auseinandersetzungen mit der Wirtschaftsministerin Margarete Schramböck über die Unabhängigkeit der BWB.
Thanner ist Autor mehrerer juristischer Fachbücher und Fachartikel, Herausgeber der Österreichischen Zeitschrift für Kartellrecht.